# Fractured Box
Fractured Box é um box da banda britânica de pós-punk Joy Division, lançado em 2001. Ele é uma compilação dos dois álbuns gravados ao vivo pela banda, Preston 28 February 1980, de 1999 e Les Bains Douches 18 December 1979, de 2001.

## Relançamento
Este box foi relançado em janeiro de 2004, sob o título de Re-Fractured Box One. Neste relançamento foram incluídos, além dos dois álbuns ao vivo, uma reprodução de um poster de um dos shows da turnê européia e uma camiseta.

## Faixas
Todas as faixas por Joy Division
Preston 28 February 1980
1. "Incubation" - 3:06
2. "Wilderness" - 3:02
3. "Twenty Four Hours" - 4:39
4. "The Eternal" - 8:39
5. "Heart and Soul" - 4:46
6. "Shadowplay" - 3:50
7. "Transmission" - 3:23
8. "Disorder" - 3:23
9. "Warsaw" - 2:48
10. "Colony" - 4:16
11. "Interzone" - 2:28
12. "She's Lost Control" - 5:02

Les Bains Douches 18 December 1979
1. "Disorder" – 3:21
2. "Love Will Tear Us Apart" – 3:17
3. "Insight" – 3:25
4. "Shadowplay" – 3:46
5. "Transmission" – 3:19
6. "Day of the Lords" – 4:39
7. "Twenty Four Hours" – 4:12
8. "These Days" – 3:42
9. "A Means to an End" – 4:17
10. "Passover" – 2:18
11. "New Dawn Fades" – 4:40
12. "Atrocity Exhibition" – 6:56
13. "Digital" – 3:39
14. "Dead Souls" – 4:46
15. "Autosuggestion" – 4:13
16. "Atmosphere" – 4:47